# ألفرد جاي روبرتسون
ألفرد جاي روبرتسون (بالإنجليزية: Alfred Robertson) هو لاعب كرة قاعدة أمريكي، ولد في 1892 في ساوث هافن في الولايات المتحدة، وتوفي في 30 أكتوبر 1948 في روشستر في الولايات المتحدة.

## وصلات خارجية
- ألفرد جاي روبرتسون على موقع كلية كرة السلة في سبورتس رفرنس.كوم (الإنجليزية)